# Jakob Friedrich Rühle

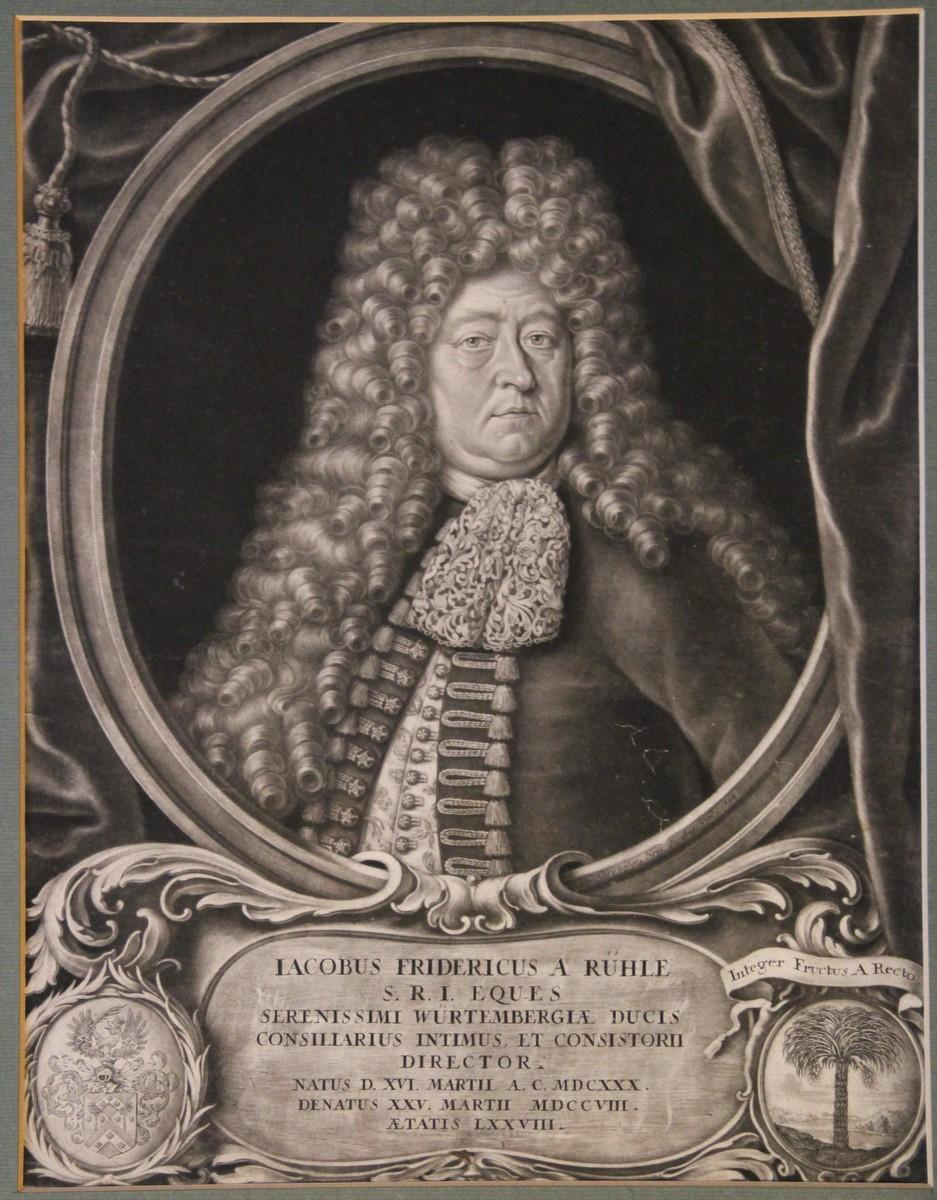
Jacob Friedrich Rühle (Mezzotinto von 1708)

Jakob Friedrich Rühle d. Ä. (* 16. März 1630 in Worms; † 25. März 1708 in Tübingen oder Stuttgart) war Reichsritter und Geheimer Rat, zudem Syndikus der Stadt Heilbronn sowie Visitator der Universität Tübingen.

## Leben
Rühle studierte an der Universität in Basel Rechtswissenschaften, die er mit der Dissertationsschrift De Jure Fisci. Discursus Inauguralis. abschloss. Er war hohenlohe-langenburgischer Rat, Syndikus der Stadt Heilbronn und Geheimer Regimentsrat in Stuttgart. Er war württembergischer Bevollmächtigter an den Friedensverhandlungen in Frankfurt, später war er Gesandter auf dem Reichstag zu Regensburg und beim Schwäbischen Kreis. 1698 erfolgte seine Ernennung zum Konsistorial und Kirchenratsdirektor. Das Höchste im Reigen seiner Titel und Ehrungen war seine Erhebung in den Reichsritterstand durch Kaiser Leopold I.

## Familie
Rühle heiratete am 21. November 1654 Maria Magdalena (geborene Fabricius), mit der er über 20 Jahre verheiratet war. Nach dem Tod seiner ersten Frau heiratete er am 30. April 1677 Katharina (geborene Eckstein, verwitwete Tempffel). Sein Sohn Johann Esaias von Rühle (1655–1726) aus der Ehe mit Maria Magdalena war von 1695 bis 1725 Bürgermeister von Heilbronn. Seine Töchter waren Anna Katharina (verheiratete Ambros), Maria Elisabeth (verheiratete von Bruiningk) und Anna Louisa, die mit Johann Andreas Frommann verheiratet war. Sein Sohn Georg Bernhard war mit Susanna Margaretha (geborene Widt) verheiratet und Georg Friedrich, württembergischer Rat und Hofgerichtsassessor mit Anna Maria (geborene Meybusch).

## Schriften (Auswahl)
- De Jure Fisci. Discursus Inauguralis. Decker, Basel 1653 (OCLC 730416565).